# Songs for... MUSiC FROM MAGES. STUDIO
『Songs for... MUSiC FROM MAGES. STUDIO』（ソングズ・フォー・ミュージック・フロム・メージス・スタジオ）は、日本の女性歌手、彩音のEPである。2022年8月31日にMAGES.より配信限定リリースされた。

## 概要
- デジタル配信のみでリリースされた。
- 本作は、MAGES.が運営するYoutubeチャンネル『MAGES. MUSIC CHANNEL』にて2022年8月17日に公開された本人出演の特番『Songs for…』のためにスタジオライブで新規レコーディングされた楽曲の音源を収録している。
- 本作収録曲3曲は、『ひぐらしのなく頃に』シリーズに関連する楽曲である。1曲目の「コンプレックス・イマージュ」はピアノアレンジで歌い直し、他の2曲「Reasonant fragments」「Anagram of Coda」はボーカルの新録音バージョンとなっている。

## 収録曲
| #         | タイトル                                        | 作詞       | 作曲       | 編曲          | 時間  |
| --------- | ----------------------------------------------- | ---------- | ---------- | ------------- | ----- |
| 1.        | 「コンプレックス・イマージュ」(Songs for… Ver.) | 志倉千代丸 | 志倉千代丸 | 長﨑祥子      | 5:09  |
| 2.        | 「Resonant fragments」(Songs for… Ver.)         | 本木咲黒   | dai        | xaki・M.Zakky | 3:54  |
| 3.        | 「Anagram of Coda」(Songs for… Ver.)            | 彩音       | 佐藤厚仁   | 佐藤厚仁      | 4:39  |
| 合計時間: | 合計時間:                                       | 合計時間:  | 合計時間:  | 合計時間:     | 13:42 |

## 参加ミュージシャン
コンプレックス・イマージュ (Songs for… Ver.)
- ピアノ：長﨑祥子